# Râul Negrița
Râul Negrița este un curs de apă, afluent al râului Ialomicioara. 